# The Fosdyke Saga
The Fosdyke Saga est une bande dessinée britannique du dessinateur Bill Tidy, publiée dans le Daily Mirror de mars 1971 à février 1985.
Cette œuvre est une parodie de la série de romanesque de John Galsworthy, la La Dynastie des Forsyte.